# Fengli (köpinghuvudort i Kina, Jiangsu Sheng, lat 32,45, long 121,04)
Fengli (kinesiska: 丰利, 丰利镇) är en köpinghuvudort i Kina. Den ligger i provinsen Jiangsu, i den östra delen av landet, omkring 220 kilometer öster om provinshuvudstaden Nanjing. Antalet invånare är 79 699. Befolkningen består av 40 839 kvinnor och 38 860 män. Barn under 15 år utgör 8,0 %, vuxna 15-64 år 72 %, och äldre över 65 år 19,0 %.
Runt Fengli är det tätbefolkat, med 819 invånare per kvadratkilometer. Fengli är det största samhället i trakten. Trakten runt Fengli består till största delen av jordbruksmark.
Genomsnittlig årsnederbörd är 1 257 millimeter. Den regnigaste månaden är juli, med i genomsnitt 219 mm nederbörd, och den torraste är januari, med 35 mm nederbörd.